# Le Ban-Saint-Martin
Le Ban-Saint-Martin és un municipi francès, situat al departament del Mosel·la i a la regió del Gran Est. L'any 2007 tenia 4.435 habitants.

## Demografia

### Població
El 2007 la població de fet de Le Ban-Saint-Martin era de 4.435 persones. Hi havia 1.818 famílies, de les quals 628 eren unipersonals (308 homes vivint sols i 320 dones vivint soles), 412 parelles sense fills, 579 parelles amb fills i 199 famílies monoparentals amb fills.
La població ha evolucionat segons el següent gràfic:
Habitants censats

### Habitatges
El 2007 hi havia 1.958 habitatges, 1.873 eren l'habitatge principal de la família, 6 eren segones residències i 79 estaven desocupats. 571 eren cases i 1.381 eren apartaments. Dels 1.873 habitatges principals, 765 estaven ocupats pels seus propietaris, 1.077 estaven llogats i ocupats pels llogaters i 31 estaven cedits a títol gratuït; 70 tenien una cambra, 249 en tenien dues, 494 en tenien tres, 437 en tenien quatre i 623 en tenien cinc o més. 1.355 habitatges disposaven pel capbaix d'una plaça de pàrquing. A 1.038 habitatges hi havia un automòbil i a 623 n'hi havia dos o més.

### Piràmide de població
La piràmide de població per edats i sexe el 2009 era:
| Homes | Edats   | Dones |
| ----- | ------- | ----- |
| 4     | 95 o +  | 4     |
| 12    | 90 a 94 | 36    |
| 28    | 85 a 89 | 64    |
| 20    | 80 a 84 | 40    |
| 56    | 75 a 79 | 56    |
| 44    | 70 a 74 | 96    |
| 52    | 65 a 69 | 84    |
| 64    | 60 a 64 | 64    |
| 76    | 55 a 59 | 72    |
| 100   | 50 a 54 | 136   |
| 152   | 45 a 49 | 196   |
| 160   | 40 a 44 | 132   |
| 168   | 35 a 39 | 156   |
| 220   | 30 a 34 | 244   |
| 154   | 25 a 29 | 200   |
| 129   | 20 a 24 | 152   |
| 108   | 15 a 19 | 184   |
| 144   | 10 a 14 | 112   |
| 156   | 5 a 9   | 120   |
| 176   | 0 a 4   | 116   |

## Economia
El 2007 la població en edat de treballar era de 2.962 persones, 2.275 eren actives i 687 eren inactives. De les 2.275 persones actives 2.081 estaven ocupades (1.096 homes i 985 dones) i 194 estaven aturades (73 homes i 121 dones). De les 687 persones inactives 133 estaven jubilades, 362 estaven estudiant i 192 estaven classificades com a «altres inactius».

### Ingressos
El 2009 a Le Ban-Saint-Martin hi havia 1.797 unitats fiscals que integraven 4.072 persones, la mediana anual d'ingressos fiscals per persona era de 20.191 €.

### Activitats econòmiques
Dels 183 establiments que hi havia el 2007, 1 era d'una empresa extractiva, 5 d'empreses alimentàries, 2 d'empreses de fabricació de material elèctric, 6 d'empreses de fabricació d'altres productes industrials, 11 d'empreses de construcció, 29 d'empreses de comerç i reparació d'automòbils, 8 d'empreses de transport, 14 d'empreses d'hostatgeria i restauració, 3 d'empreses d'informació i comunicació, 7 d'empreses financeres, 12 d'empreses immobiliàries, 36 d'empreses de serveis, 37 d'entitats de l'administració pública i 12 d'empreses classificades com a «altres activitats de serveis».
Dels 35 establiments de servei als particulars que hi havia el 2009, 1 era una oficina de correu, 1 una oficina bancària, 4 tallers de reparació d'automòbils i de material agrícola, 1 establiment de lloguer de cotxes, 1 autoescola, 1 paleta, 5 guixaires pintors, 2 fusteries, 1 electricista, 1 empresa de construcció, 6 perruqueries, 7 restaurants, 2 agències immobiliàries, 1 tintoreria i 1 saló de bellesa.
Dels 15 establiments comercials que hi havia el 2009, 1 era un hipermercat, 4 fleques, 1 una fleca, 2 botigues d'electrodomèstics, 1 una botiga d'electrodomèstics, 1 una botiga de material de revestiment de parets i terra i 5 floristeries.

## Equipaments sanitaris i escolars
L'únic equipament sanitari que hi havia el 2009 era una farmàcia.
El 2009 hi havia 2 escoles maternals i 2 escoles elementals. Le Ban-Saint-Martin disposava d'un col·legi d'educació secundària amb 559 alumnes.
Le Ban-Saint-Martin disposava de 2 centres de formació no universitària superior, des quals1 era de formació tècnica i 1 de formació sanitària.

## Poblacions més properes
El següent diagrama mostra les poblacions més properes.